# Молитва за козачку
«Молитва за козачку» (Пам'яті Раїси Кириченко) — пісня-присвята пам'яті Раїси Кириченко.
Слова написав Вадим Крищенко, а музику Володимир Домшинський.
Виконавцем став Іво Бобул у 2008. Пісня опублікована в альбомі «Осінній сад» (2020 року).